# Вителлески, Джованни Мария

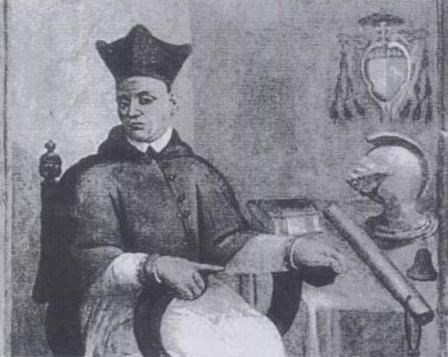
Портрет неизвестного художника XVII века

Джованни Мария Вителлески (итал. Giovanni Maria Vitelleschi; ок. 1390, Тарквиния, Папская область — 1 или 2 апреля 1440, Рим, Папская область) — итальянский кардинал, военачальник и церковный деятель.

## Биография
Родился между 1390 и 1400 годами (в некоторых источниках приводится 1396 год) в городе Корнето (Тарквиния).
В 1418 году поступил на военную службу в отряд Анжело Тарталья (Angelo Tartaglia). После его убийства (1421) перешёл на службу к папе Мартину V, который назначил Вителлески апостолическим протонотарием.
С 16 апреля 1431 года — епископ Мачераты и Реканати.
Командовал армией папы Евгения IV в его войне с родом Колонна. В октябре 1434 года восстановил власть папы в Риме, где горожане восстали против понтифика, и тот был вынужден бежать во Флоренцию. Затем выступил против Альфонса Арагонского, претендовавшего на трон неаполитанского королевства.
С 21 февраля 1435 года — титулярный патриарх Александрии (при этом сохранил диоцезы Мачераты и Реканати). С 12 октября того же года — также архиепископ Флоренции.
В 1435 году получил от папы синьорию Сансеполькро, которую отвоевал в 1430 году у Малатеста — правителей Римини.
В 1436 году подавил восстание баронов Романьи.
С 9 августа 1437 года — кардинал-священник с титулом церкви Сан-Лоренцо-ин-Лучина. С этого времени отказался от сана архиепископа Флоренции, получив епархию Трогир (Трагирум) в Далмации.
В 1439 году по приказу папы выступил против семейства Тринчи. Вместе с отрядами Николая Кузанского (будущего кардинала) и кондотьера Рануччио Фарнезе Старшего после осады взял город Фолиньо. Коррадо III Тринчи и оба его сына попали в плен.
С 18 декабря 1439 года — апостолический легат Перуджи и Умбрии.
В 1437 году по его приказу в Корнето было начато строительство Palazzo Vitelleschi, сейчас там Национальный археологический музей Тарквинии.